# 트랜스 (심리학)
트랜스(trance)는 비정상적인 각성상태로서, 스스로 자각하지 못하고 외부 자극에 완전히 반응하지 못하면서도 목표를 추구하고 현실화할 수 있거나, 트랜스를 유도한 사람이 있는 경우 이 사람의 지시를 따르는 것만 선택적으로 반응하는 상태이다. 트랜스 상태(trance states)는 비자발적으로 그리고 예상치 못하게 발생할 수 있다.
트랜스라는 용어는 최면(hypnosis), 명상(meditation), 마술(magic), 몰입(flow), 기도(prayer) 상태와 연관되어 있다. 또한 트랜스는 이보다 앞서 나온 일반 용어(generic term)인 변성의식상태(altered states of consciousness)와도 연관되어 있는데, 이는 의식연구(consciousness-studies) 담론에서 더 이상 사용되지 않는다.

## 어원
현대적 의미의 트랜스는 '멍한, 반의식의, 인사불성 조건이거나 공포 상태'라는 의미에서 왔는데, 이는 라틴어로 '가로지르다(to cross, pass over)'라는 뜻의 transīre에서 유래한 고대 프랑스어 '악마에 대한 두려움(fear of evil)'이란 뜻의 transe에서 왔다.

## 작동모델
데니스 위어(Dennis R. Wier)는 『Trance: from magic to technology』(1995)에서 단순한 트랜스에 대한 정의로서, 인지회로(cognitive loop)에 의하여 발생한 정신상태(state of mind)로서, 생각, 이미지, 소리, 의도적 행동과 같은 인지대상(cognitive object)이 오래동안 반복하여 여러 인지기능(cognitive function)들이 작동하지 않는 것으로 보았다. 위어는 수면과 TV시청과 같은 모든 트랜스들은 자유의지(volition)와 같은 인지기능이 작동하지 않는 해리된 트랜스 차원(dissociated trans plane)에서 발생하는 것이라고 설명하였다. 이는 최면 트랜스(hypnosis trance)라는 용어에서도 볼 수 있다. 이 정의 하에서 보자면, 명상, 최면, 중독(addiction), 카리스마 등은 모두 트랜스 상태에 있는 것이라고 할 수 있다. 『The Way of Trance』(2007)에서, 위어는 이러한 형태들을 분류하였고, 황홀경(ecstasy)을 중독 형태로 추가하며, 자신의 모델에 윤리적 함의에 대하여 논의하였다. 여기에는 마술이나 행정상에서 보이는 트랜스도 추가하였는데 위어는 이를 '트랜스 남용(trance abuse)'이라고 용어를 만들었다.
존 호건(John Horgan)은 『Rational Mysticism』(2003)에서 트랜스와 신비현상(mystical manifestation) 대한 신경학적 기제와 심리학적 함의를 탐색하였다. 호건은 이 작업에서 화학, 물리학, 심리학, 방사선학, 신학 등 다양한 학문분야의 자료들과 사례연구들을 종합하였다.

## 작동정의
아래는 트랜스 상태에 대한 예시이다.
- 마법(Enchantment) : 마술주문(magical incantation)으로 유도된 혹은 유도된 듯한 심리적 상태
- 의식이 깨져버리고 자발적 행동이 거의 없거나 사리진 정신상태
- 숙면과 비슷한 상태
- 사로잡음(capture) 혹은 매혹(attract) : 홀딱 반하게 만듦, 트랜스 상태에 빠졌다는 의미에서 "그사람은 모든 사람의 마음을 사로잡았다."
- 생리학적으로 수면 상태이거나 무의식 상태로서, 대상자의 신체가 빙의(possession)되기 쉬운 상태로 보일 수도 있음.
- 유체이탈경험(out-of-body experience) : 몸을 빠져나와 다른 존재로 들어가게 되는, 환희(rapture)나 황홀경(ecstasy)과 같은 것. 일반적으로 트랜스 상태 조건은 다양한 부정적, 무의식적 상태의 정도와 긍정적, 의식적, 계몽적 상태로 나뉜다.
- 피암시성(suggestibility)이 높아진 상태
- 변성의식상태의 수면과 같은 유도된 혹은 자발적인 조건, 이는 표현 수단으로서 육체로부터 이탈된 정신이나 독립체가 육체를 사용하게 하는 것으로 받아들일 수 있다.
- 최면을 통해 유도된 변성인지상태 : 암시에 대한 무의식적 해리성 반응이 질적으로 높아지고 정도가 늘어남
- 최면을 사용하여 유도된 상태 : 최면가의 암시를 수용한다.
- 극단적 해리 혹은 무의식 상태를 특징으로 하는 의식상태

## 역사

### 에피다우루스의 신전: 힐링슬립
호프만(Hoffman)의 서적(1998: p. 10)에 따르면, 순례자들은 힐링슬립(healing sleep)을 위하여 그리스신화의 의술의 신 아스클레피우스(Asclepius)를 모신 신전들(asclepions) 중 하나인 에피다우루스 신전(the Temple of Epidaurus)을 방문하였다. 치유를 목적으로 하는 사람들은 성지순례를 하였고, 성직자들은 이들을 반겨주고 축복해주면서 받아들였다. 이 신전은 찾아온 이들에게 꿈을 촉진시켜주는 고대 종교 의례를 수용하고, 예언가들이 한 것처럼 치유와 문제 해결책을 제시해주었다. 그리스 치료는 부화를 의미하였으며, 치유를 위한 아스클레피우스에게 기도하는 것에 초점을 맞췄다. 에피다우루스의 아스클레피우스 신전은 크고 잘 갖춰져 있으며, 아스클레피우스의 탄생지로 여겨져 왔다. 오늘날 꿈 작업(dreamwork)에 비견된다.

### 델피의 신관
델피(Delphi)의 신관(oracle)은 고대 그리스에서 트랜스로 유명했다. 여성직자로서 이들은 금을 받고 미래에 대하여 예언을 하였다.

### 구전설화와 스토리텔링
유럽 중세 여러 문화권에서 발생한 성인들의 이야기, 신화, 우화, 동화, 구전설화, 스토리텔링은 트랜스를 유도하는 기능이 있었다. 반복(repetition)과 같은 문학적 장치는 트랜스 유도에서 매우 뚜렷하였다. 밀턴 에릭슨(Milton Erickson)이나 신경언어 프로그래밍(NLP) 관련 전문가들은 트랜스 유도를 위해 이야기를 사용하였다.

### 군사
16세기 이래, 군대 행진곡은 병사들을 하나의 대오에 맞게 행진하여 트랜스 상태로 유도하며, 이를 통해 이들은 가혹한 훈련, 전우애, 명령계통에 따라 하나의 단위로 묶이게 된다. 이는 군인들을 자동화하는 효과를 만들었는데, 이는 16-18세기 전투에서 화기 사용이 증가하면서 더욱 뚜렷해졌다. 군악기 중에서 특히 스네어드럼 등과 같은 북이 단조로운 오스티나토(ostinato, 일정한 음형이 반복됨)가 행진 페이스와 심박수에 맞춰서 진행되는데 사용되었다. 고음의 파이프(fife)와 플루트, 백파이프(bagpipe)는 멜로디를 연주하는데 있어 찢는듯한 효과를 가져다주었다. 이는 전쟁 중에 병사들의 사기와 단결을 고양시키는데 도움이 되었다.
조셉 조다니아(Joseph Jordania)는 최근 전투 트랜스(battle trance)라는 용어를 사용하여 이러한 심리상태를 표현하였는데, 이 상태에선 전투부대가 공포와 고통을 느끼지 않고 개인정체성을 버리고 집단정체성을 갖게 된다.
노르웨이전사(The Norse Berserkers)들은 전투 전 버서커갱(Berserkergang)이라는 트랜스와 유사한 상태를 유도하였다. 이는 초인적 힘을 제공하고 전투동안 고통을 느끼지 않게 했다고 한다. 이러한 트랜스는 환각버섯을 섭취하여 유도되기도 했다.

### 신비주의
신비주의자들은 신비주의 경험을 통하여 신에게 직접 연결되거나 신과 소통하거나 교감하였다. 트랜스 혹은 유사한 경험은 지역마다 고유의 특성을 가지고 있다. 인도의 요가(Yoga), 이슬람의 수피즘(Sufism), 동북아시아의 샤먼(Shaman), 브라질의 움반다(Umbanda), 인디언의 크레이지 호스(Crazy Horse) 등이 있다.
조나단 가브(Jonathan Garb)는 트랜스 기법이 루리아닉 카발라(Lurianic Kabbalah)라는 모셰 하임 루자토(Moshe Hayyim Luzzatto)와 하시디즘(Hasidism)이라는 집단의 신비주의적 생활에서 중요한 역할을 한다고 하였다.

### 기독교 신비주의
빙엔의 힐데가르트(Hildegard of Bingen), 십자가의 성 요한(St.John of the Cross), 마이스터 에크하르트(Meister Eckhart), 아빌라의 데레사(St.Teresa of Ávila), 아시시의 성 프란치스코(St.Francis of Assisi)와 같이, 트랜스와 유사한 것으로 보이는 경험들을 했다고 많은 기독교도 신비주의자들은 기록하였다.

### 메스머와 최면치료
프란츠 안톤 메스머(Franz Anton Mesmer)는 트랜스 상태와 치료 능력을 유포한 영향력 있는 인물이지만 신뢰받지 못하였다. 밀턴 에릭슨(Milton Erickson)은 최면치료의 창시자로서, 기존 의학계와 심리치료 분야에 트랜스를 소개했다. 여기서 말한 최면은 기존의 임상 최면과는 다르다.

### 미국 기독교계의 트랜스
테이브스(Taves)는 1999년 저술에서 미국 기독교도 전통에서의 트랜스와 유사한 언어들을 나열하였다. 주님 혹은 그리스도의 권능 혹은 현현 혹은 내재(power or presence or indwelling of God, or Christ), 영(the Spirit 혹은 spirits) 등이 있다. 비슷한 사례로는, "영의 내재(the indwelling of the Spirit)" (조나단 에드워즈Jonathan Edwards), "영의 목격(the witness of the Spirit)" (존 웨슬리John Wesley), "주님의 권능(the power of God)" (초기 미 감리교), "주님의 영으로 충만한(filled with the Spirit of the Lord)" (초기 재림교도), "영과의 교감(communing with spirits)" (심령주의), "내면의 그리스도(the Christ within)" (신사고운동New Thought), "성스러운 불과 힘의 흐름(streams of holy fire and power)" (감리교 성결운동), "영과 권능의 종교(a religion of the Spirit and Power)" (엠마누엘 운동), and "성령의 세례(the baptism of the Holy Spirit)" (초기 오순절주의). (Taves, 1999: 3)

### 트랜스와 앵글로-아메리칸 신교도
트랜스에 관한 테이브스의 1999년 서적은 앵글로-아메리칸 신교도들의 경험과 18세기초 대서양을 가로지르는 계몽에서 시작하여 20세기초 종교 심리학의 흥기와 오순절주의(Pentecostalism)의 탄생으로 끝나는 신교도 운동을 남긴 자들을 나열하였다. 책은 종교적 세속적 용어로 대체되어 설명되는 비자발적 행동들의 등급에 주목하였다. 이 비자발적 경험(involuntary experiences)에는 다음과 같은 것들이 있다.

1. 통제불능의 신체 동작 : 발작, 체조, 죽은 듯이 쓰러짐, 강경증(catalepsy), 경련 등

2. 무의식적 발성 : 울음, 고함, 방언(speaking in tongues, glossolalia) 등

3. 희귀한 감각 경험 : 트랜스, 시각, 발성, 예지력, 유체이탈 등

4. 의식이나 기억의 변경 : 꿈, somnium, 몽유병(somnambulism), 메스머 트랜스(mesmeric trance), 영매 트랜스(mediumistic trance), 최면, 빙의(possession), 교대인격(alternating personality) 등

(Taves, 1999: 3)

## 트랜스 유도와 감각 양식
트랜스와 같은 상태는 종교적 황홀경이나 시각으로 해석될 수 있으며, 기도, 종교 의례, 명상, 프라나야마(pranayama, 요가의 호흡법), 운동, 성행위, 음악, 춤, 사우나에서 땀흘리기, 절식, 갈증, 대마(cannabis)와 같은 향정신성 물질 사용 등 다양한 기법을 통하여 유도될 수 있다. 감각 양식(Sensory modality)은 트랜스 유도의 통로나 관과 같은 것이다. 황홀경 경험은 매우 아름답거나 성스러운 사람이나 무언가와 접촉하였을 때에 발생하기도 한다. 그외에도 아무 이유 없이 일어나기도 한다. 황홀경을 유도하기 위하여 사용하는 특별한 기법은 개인의 특별한 종교적 문화적 전통과 관련된 것이다. 그 결과, 황홀경 경험은 특별한 개인의 종교적 문화적 전통 배경에서 해석되기도 한다. 이러한 해석은 초자연적 영적 존재와의 접촉, 계시를 받았다는 것, 가치관이나 태도 및 행동 등의 변화에 대하여 종교적으로 설명하는 것 등이 있다. 선하거나 악하거나 혹은 중립적인 의도의 트랜스는, 의도적이든 자발적이든 혹은 우연히든, 여러 방식을 통해 유도된다.
- 청각(Auditory) : 성가, 청각리적 스토리텔링, 만트라(mantra), 고음의 노래, 드럼, 음악 등 소리를 감지하여 추동된다.
- 운동감각(Kinesthetic) : 황홀경에 빠진 춤, 동작을 통한 스토리텔링, 무드라(mudra), 구현 의식, 요가, 호흡법, 상소 부족, 성적 자극 등의 운동공간(kinesphere)을 통하여 느낌과 동작을 감지하여 추동된다.
- 시각(Visual) : 얀트라(yantra), 시각적 스토리텔링, 만달라(mandala), 영화, 극장, 미술, 건축, 미인, 섬광등, 동일한 모양 반복, 대칭 등의 시각을 감지하여 추동된다.
- 후각(Olfactory) : 향수, 페로몬, 분향, 꽃, 꽃가루 등의 향기나, 우리가 기억하거나 연상하는 어떤 향기 등, 냄새를 감지하여 추동된다.
- 미각(Gustatory) : 공복, 약초, 환각제, 약물 등 맛과 소화불량을 감지하여 추동된다. 음식섭취 이후소화과정을 통하여 신체 내부 화학 반응이 일어나면, 모든 음식이 약물로 인식되어 식별 가능한 심신 상태 유도를 하게 된다. 트랜스 상태는 대마, 케타민, LSD, 페요테(peyote), 실로시빈 버섯, 디메틸트립타민(DMT), 메틸렌디옥시메탐페타민(MDMA, 즉 엑스터시)와 같은 향정신성 약물이나 환각제 섭취를 통하여서도 유도될 수 있다.
- 종교적 교리(Disciplines) : 요가(Yoga), 수피즘(Sufism), 수라트 샤브드 요가(Surat Shabd Yoga), 명상(meditation)
- 다양한 유도(Miscellaneously) : 트라우마적 사건, 수면 부족, 질소중독(nitrogen narcosis, 깊은 다이빙), 열병, 감각차단탱크(sensory deprivation tank)나 마인트컨트롤 기법, 최면, 명상, 기도 등을 사용하여서
- 자연발생 : 예감, 유체이탈, 영적 교신(channeling)이라는 것들 뿐만 아니라, 꿈, 자각몽(lucid dreams), 희열(euphoria), 황홀경, 정신병

## 같이 보기
- 칸돔블레
- 황홀감
- 에드거 케이시
- 앙리 베르그손
- 정수 (기독교)
- 최면
- 내재
- 예수 기도
- 신비주의
- 열반
- 정신증
- 라마크리슈나
- 샤머니즘
- 초월
- 초월성 (종교)